# Вузькорота жаба піщана
Вузькорота жаба піщана (Breviceps rosei) — вид жаб родини Вузькороті (Microhylidae). Це ендемік західного узбережжя Південно-Африканської Республіки.
Жаби цього виду проводять більшу частину свого життя у підземних гніздах під піщаним ґрунтом, де вони відкладають яйця. Вони з'являються під час сильного дощу. Вони не можуть плавати, і їх не знаходять у воді. Пуголовки розвиваються всередині яйця і вилуплюються повністю сформовані жабки.
Ареал виду становить лише 20 000 км². Але незважаючи на малий ареал, виду не загрожує зникнення.